# 이시베역
이시베역(일본어: 石部駅, いしべえき)은 일본 시가현 고난시에 있는 서일본 여객철도의 철도역이다.

## 역 구조
상대식 승강장 2면 2선 형태의 지상역으로, 열차끼리의 교행이 가능하다.
구사쓰역 관할권에 있으며, 역 업무는 JR 서일본 교통 서비스가 대신 하고 있다. 이코카 및 제휴 교통카드의 사용이 가능하다.

### 승강장
| 1 | ■ 구사쓰 선 | 기부카와 · 쓰게 방면 |
| 2 | ■ 구사쓰 선 | 구사쓰 · 교토 방면   |

## 역사
- 1889년 12월 15일 - 간사이 철도의 미쿠모 역 ~ 구사쓰 역 구간 개통과 동시에 개업.
- 1907년 10월 1일 - 간사이 철도의 국유화에 따라 국유철도의 소속이 되었다.
- 1987년 4월 1일 - 민영화에 따라 서일본 여객철도의 소속이 되었다.
- 2003년 11월 1일 - 이코카의 사용이 개시되었다.

## 인접역
| 서일본 여객철도 구사쓰 선 | 서일본 여객철도 구사쓰 선 | 서일본 여객철도 구사쓰 선 |
| ------------------------- | ------------------------- | ------------------------- |
| 고세이 쓰게 방면          | ■ 구사쓰 선 보통          | 데하라 구사쓰 방면        |